# 中河内郡

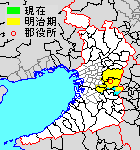
大阪府中河内郡の位置（水色：後に他郡から編入した区域）

中河内郡（なかかわちぐん）は、大阪府にあった郡。

## 郡域
1896年（明治29年）に行政区画として発足した当時の郡域は、概ね下記の区域にあたる。
- 東大阪市の全域
- 松原市の大部分（河合・丹南を除く）
- 大阪市
  - 平野区の一部（加美各町・瓜破各町・長吉各町）
  - 東住吉区の一部（公園南矢田・矢田・照ヶ丘矢田・住道矢田）
  - 生野区の一部（巽各町）
- 八尾市の一部（空港、老原、東老原、天王寺屋、東曙川、二俣より南西および曙町の一部を除く区域と若林町）
- 柏原市の一部（法善寺、大県、太平寺、安堂町、高井田、青谷、峠より北東）

## 歴史

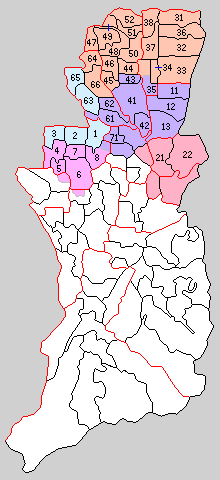
1.長吉村 2.瓜破村 3.矢田村 4.天美村 5.布忍村 6.松原村 7.三宅村 8.恵我村 11.北高安村 12.中高安村 13.南高安村 21.堅下村 22.堅上村 31.日根市村 32.枚岡村 33.枚岡南村 34.池島村 35.三野郷村 36.大戸村 37.英田村 38.東六郷村 41.八尾村 42.曙川村 43.西郡村 44.若江村 45.弥刀村 46.小阪村 47.高井田村 48.意岐部村 49.楠根村 50.玉川村 51.西六郷村 52.北江村 61.龍華村 62.久宝寺村 63.加美村 64.布施村 65.巽村 66.長瀬村 71.三木本村（水色：大阪市 紫：八尾市 桃：松原市 赤：柏原市 橙：東大阪市）

- 明治29年（1896年）4月1日 - 郡制の施行のため、丹北郡・大県郡・高安郡・河内郡・若江郡・渋川郡および志紀郡の一部の区域をもって発足。郡役所が八尾村に設置。（40村）
  - 旧・丹北郡（8村） - 長吉村、瓜破村（現・大阪市平野区）、矢田村（現・大阪市東住吉区）、天美村、布忍村、松原村、三宅村（現・松原市）、恵我村（現・八尾市、松原市）
  - 旧・高安郡（3村） - 北高安村、中高安村、南高安村（現・八尾市）
  - 旧・大県郡（2村） - 堅下村、堅上村（現・柏原市）
  - 旧・河内郡（8村） - 日根市村、枚岡村、枚岡南村、池島村（現・東大阪市）、三野郷村（現・八尾市、東大阪市）、大戸村、英田村、東六郷村（現・東大阪市）
  - 旧・若江郡（12村） - 八尾村、曙川村、西郡村（現・八尾市）、若江村、弥刀村、小阪村、高井田村、意岐部村、楠根村、玉川村、西六郷村、北江村（現・東大阪市）
  - 旧・渋川郡（6村） - 龍華村、久宝寺村（現・八尾市）、加美村（現・大阪市平野区）、布施村（現・東大阪市）、巽村（現・大阪市生野区）、長瀬村（現・東大阪市）
  - 旧・志紀郡（1村） - 三木本村（現・八尾市）
- 明治31年（1898年）4月1日 - 郡制を施行。
- 明治36年（1903年）8月31日 - 八尾村が町制施行して八尾町となる。（1町39村）
- 大正元年（1912年）10月1日 - 日根市村が改称して孔舎衙村となる。
- 大正2年（1913年）
  - 5月1日 - 三木本村が南河内郡太田村を編入。
  - 7月1日 - 三木本村が改称して大正村となる。
- 大正12年（1923年）4月1日 - 郡会が廃止。郡役所は存続。
- 大正14年（1925年）4月1日（3町37村）
  - 小阪村が町制施行して小阪町となる。
  - 布施村が町制施行して布施町となる。
- 大正15年（1926年）7月1日 - 郡役所が廃止。以降は地域区分名称となる。
- 昭和2年（1927年）6月1日 - 龍華村が町制施行して龍華町となる。（4町36村）
- 昭和4年（1929年）
  - 4月1日 - 池島村・枚岡南村が合併して縄手村が発足。（4町35村）
  - 10月15日 - 楠根村が町制施行して楠根町となる。（5町34村）
- 昭和6年（1931年）4月1日
  - 西六郷村・北江村・東六郷村が合併して盾津村が発足。（5町32村）
  - 北高安村・中高安村が合併して高安村が発足。（5町31村）
- 昭和8年（1933年）4月1日 - 高井田村・布施町が合併し、改めて布施町が発足。（5町30村）
- 昭和10年（1935年）時点での当郡の面積は145.69平方km、人口は248,949人（男126,739人・女122,210人）[2]。
- 昭和12年（1937年）4月1日 - 布施町・長瀬村・小阪町・楠根町・意岐部村・弥刀村が合併して布施市が発足し、郡より離脱。（2町27村）
- 昭和14年（1939年）
  - 7月1日 - 堅下村・堅上村が南河内郡柏原町と合併して中河内郡柏原町が発足。（3町25村）
  - 7月15日 - 枚岡村が町制施行して枚岡町となる。（4町24村）
- 昭和17年（1942年）7月1日 - 松原村が町制施行して松原町となる。（5町23村）
- 昭和18年（1943年）10月1日（7町21村）
  - 盾津村が町制施行して盾津町となる。
  - 玉川村が町制施行して玉川町となる。
- 昭和22年（1947年）
  - 1月1日 - 天美村が町制施行して天美町となる。（8町20村）
  - 10月1日 - 縄手村が町制施行して縄手町となる。（9町19村）
- 昭和23年（1948年）
  - 1月1日 - 巽村が町制施行して巽町となる。（10町18村）
  - 4月1日 - 八尾町・龍華町・久宝寺村・大正村・西郡村が合併して八尾市が発足し、郡より離脱。（8町15村）
- 昭和25年（1950年）4月1日 - 大戸村が町制施行・改称して石切町となる。（9町14村）
- 昭和28年（1953年）4月1日 - 南高安村が町制施行して南高安町となる。（10町13村）
- 昭和30年（1955年）
  - 1月11日 - 孔舎衙村・枚岡町・縄手町・石切町が合併して枚岡市が発足し、郡より離脱。（7町12村）
  - 1月15日 - 盾津町・玉川町・英田村・三野郷村・若江村が合併して河内市が発足し、郡より離脱。（5町9村）
  - 2月1日 - 松原町・天美町・布忍村・恵我村・三宅村が合併して松原市が発足し、郡より離脱。（3町6村）
  - 4月3日 - 南高安町・高安村・曙川村が八尾市に編入。（2町4村）
  - 4月3日 - 長吉村・瓜破村・矢田村・加美村・巽町が大阪市に編入。巽町は生野区、残部は東住吉区の一部となる。（1町）
- 昭和31年（1956年）9月30日 - 柏原町が南河内郡国分町と合併し、改めて柏原町が発足。
- 昭和33年（1958年）10月1日 - 柏原町が市制施行して柏原市となる。同日中河内郡消滅。

### 変遷表
| 旧郡   | 明治22年4月1日 | 明治22年 - 明治45年   | 大正1年 - 昭和19年            | 大正1年 - 昭和19年            | 昭和20年 - 昭和29年                        | 昭和30年 - 昭和63年                  | 昭和30年 - 昭和63年                            | 平成1年 - 現在 | 現在     |
| ------ | -------------- | --------------------- | ----------------------------- | ----------------------------- | ------------------------------------------ | ------------------------------------ | ---------------------------------------------- | -------------- | -------- |
| 渋川郡 | 長瀬村         | 長瀬村                | 長瀬村                        | 昭和12年4月1日 布施市         | 布施市                                     | 布施市                               | 昭和42年2月1日 東大阪市                        | 東大阪市       | 東大阪市 |
| 渋川郡 | 布施村         | 布施村                | 大正14年4月1日 布施町         | 昭和12年4月1日 布施市         | 布施市                                     | 布施市                               | 昭和42年2月1日 東大阪市                        | 東大阪市       | 東大阪市 |
| 若江郡 | 高井田村       | 高井田村              | 昭和8年4月1日 布施町に編入    | 昭和12年4月1日 布施市         | 布施市                                     | 布施市                               | 昭和42年2月1日 東大阪市                        | 東大阪市       | 東大阪市 |
| 若江郡 | 小阪村         | 小阪村                | 大正14年4月1日 小阪町         | 昭和12年4月1日 布施市         | 布施市                                     | 布施市                               | 昭和42年2月1日 東大阪市                        | 東大阪市       | 東大阪市 |
| 若江郡 | 楠根村         | 楠根村                | 昭和4年10月15日 楠根町        | 昭和12年4月1日 布施市         | 布施市                                     | 布施市                               | 昭和42年2月1日 東大阪市                        | 東大阪市       | 東大阪市 |
| 若江郡 | 弥刀村         | 弥刀村                | 弥刀村                        | 昭和12年4月1日 布施市         | 布施市                                     | 布施市                               | 昭和42年2月1日 東大阪市                        | 東大阪市       | 東大阪市 |
| 若江郡 | 意岐部村       | 意岐部村              | 意岐部村                      | 昭和12年4月1日 布施市         | 布施市                                     | 布施市                               | 昭和42年2月1日 東大阪市                        | 東大阪市       | 東大阪市 |
| 河内郡 | 枚岡村         | 枚岡村                | 昭和14年7月1日 枚岡町         | 昭和14年7月1日 枚岡町         | 枚岡町                                     | 昭和30年1月11日 枚岡市               | 昭和42年2月1日 東大阪市                        | 東大阪市       | 東大阪市 |
| 河内郡 | 枚岡南村       | 枚岡南村              | 昭和4年4月1日 縄手村          | 昭和4年4月1日 縄手村          | 昭和22年10月1日 縄手町                     | 昭和30年1月11日 枚岡市               | 昭和42年2月1日 東大阪市                        | 東大阪市       | 東大阪市 |
| 河内郡 | 池島村         | 池島村                | 昭和4年4月1日 縄手村          | 昭和4年4月1日 縄手村          | 昭和22年10月1日 縄手町                     | 昭和30年1月11日 枚岡市               | 昭和42年2月1日 東大阪市                        | 東大阪市       | 東大阪市 |
| 河内郡 | 大戸村         | 大戸村                | 大戸村                        | 大戸村                        | 昭和25年4月1日 石切町                      | 昭和30年1月11日 枚岡市               | 昭和42年2月1日 東大阪市                        | 東大阪市       | 東大阪市 |
| 河内郡 | 日根市村       | 日根市村              | 大正元年10月1日 改称 孔舎衙村 | 大正元年10月1日 改称 孔舎衙村 | 孔舎衙村                                   | 昭和30年1月11日 枚岡市               | 昭和42年2月1日 東大阪市                        | 東大阪市       | 東大阪市 |
| 若江郡 | 玉川村         | 玉川村                | 昭和18年10月1日 玉川町        | 昭和18年10月1日 玉川町        | 玉川町                                     | 昭和30年1月15日 河内市               | 昭和42年2月1日 東大阪市                        | 東大阪市       | 東大阪市 |
| 若江郡 | 若江村         | 若江村                | 若江村                        | 若江村                        | 若江村                                     | 昭和30年1月15日 河内市               | 昭和42年2月1日 東大阪市                        | 東大阪市       | 東大阪市 |
| 若江郡 | 北江村         | 北江村                | 昭和6年4月1日 盾津村          | 昭和18年10月1日 盾津町        | 盾津町                                     | 昭和30年1月15日 河内市               | 昭和42年2月1日 東大阪市                        | 東大阪市       | 東大阪市 |
| 若江郡 | 西六郷村       | 西六郷村              | 昭和6年4月1日 盾津村          | 昭和18年10月1日 盾津町        | 盾津町                                     | 昭和30年1月15日 河内市               | 昭和42年2月1日 東大阪市                        | 東大阪市       | 東大阪市 |
| 河内郡 | 東六郷村       | 東六郷村              | 昭和6年4月1日 盾津村          | 昭和18年10月1日 盾津町        | 昭和24年1月1日 一部を北河内郡 住道町に編入 | 昭和30年1月15日 河内市               | 昭和42年2月1日 東大阪市                        | 東大阪市       | 東大阪市 |
| 河内郡 | 英田村         | 英田村                | 英田村                        | 英田村                        | 英田村                                     | 昭和30年1月15日 河内市               | 昭和42年2月1日 東大阪市                        | 東大阪市       | 東大阪市 |
| 河内郡 | 三野郷村       | 三野郷村              | 三野郷村                      | 三野郷村                      | 三野郷村                                   | 昭和30年1月15日 河内市               |                                                |                |          |
| 河内郡 | 三野郷村       | 三野郷村              | 三野郷村                      | 三野郷村                      | 三野郷村                                   | 昭和30年1月15日 河内市               | 昭和30年2月1日 旧三野郷村域南部を 八尾市に編入 | 八尾市         | 八尾市   |
| 渋川郡 | 龍華村         | 龍華村                | 昭和2年6月1日 龍華町          | 昭和2年6月1日 龍華町          | 昭和23年4月1日 八尾市                      | 八尾市                               | 八尾市                                         | 八尾市         | 八尾市   |
| 渋川郡 | 久宝寺村       | 久宝寺村              | 久宝寺村                      | 久宝寺村                      | 昭和23年4月1日 八尾市                      | 八尾市                               | 八尾市                                         | 八尾市         | 八尾市   |
| 志紀郡 | 三木本村       | 三木本村              | 大正2年7月1日 改称 大正村     | 大正2年7月1日 改称 大正村     | 昭和23年4月1日 八尾市                      | 八尾市                               | 八尾市                                         | 八尾市         | 八尾市   |
| 若江郡 | 八尾村         | 明治36年8月1日 八尾町 | 八尾町                        | 八尾町                        | 昭和23年4月1日 八尾市                      | 八尾市                               | 八尾市                                         | 八尾市         | 八尾市   |
| 若江郡 | 西郡村         | 西郡村                | 西郡村                        | 西郡村                        | 昭和23年4月1日 八尾市                      | 八尾市                               | 八尾市                                         | 八尾市         | 八尾市   |
| 若江郡 | 曙川村         | 曙川村                | 曙川村                        | 曙川村                        | 曙川村                                     | 昭和30年4月3日 八尾市に編入          | 昭和30年4月3日 八尾市に編入                    | 八尾市         | 八尾市   |
| 高安郡 | 北高安村       | 北高安村              | 昭和6年4月1日 高安村          | 昭和6年4月1日 高安村          | 高安村                                     | 昭和30年4月3日 八尾市に編入          | 昭和30年4月3日 八尾市に編入                    | 八尾市         | 八尾市   |
| 高安郡 | 中高安村       | 中高安村              | 昭和6年4月1日 高安村          | 昭和6年4月1日 高安村          | 高安村                                     | 昭和30年4月3日 八尾市に編入          | 昭和30年4月3日 八尾市に編入                    | 八尾市         | 八尾市   |
|        | 南高安村       | 南高安村              | 南高安村                      | 南高安村                      | 昭和28年4月1日 南高安町                    | 昭和30年4月3日 八尾市に編入          | 昭和30年4月3日 八尾市に編入                    | 八尾市         | 八尾市   |
|        | 南高安村       | 南高安村              | 南高安村                      | 南高安村                      | 昭和28年4月1日 南高安町                    | 昭和30年4月3日 八尾市に編入          | 昭和30年4月3日 八尾市に編入                    | 八尾市         | 八尾市   |
| 大県郡 | 堅上村         | 堅上村                | 昭和14年7月1日 柏原町         | 昭和14年7月1日 柏原町         | 柏原町                                     | 昭和33年10月1日 柏原市               | 昭和33年10月1日 柏原市                         | 柏原市         | 柏原市   |
| 大県郡 | 堅下村         | 堅下村                | 昭和14年7月1日 柏原町         | 昭和14年7月1日 柏原町         | 柏原町                                     | 昭和33年10月1日 柏原市               | 昭和33年10月1日 柏原市                         | 柏原市         | 柏原市   |
| 丹北郡 | 松原村         | 松原村                | 昭和17年7月1日 松原町         | 昭和17年7月1日 松原町         | 松原町                                     | 昭和30年2月1日 松原市                | 昭和30年2月1日 松原市                          | 松原市         | 松原市   |
| 丹北郡 | 天美村         | 天美村                | 天美村                        | 天美村                        | 昭和22年1月1日 天美町                      | 昭和30年2月1日 松原市                | 昭和30年2月1日 松原市                          | 松原市         | 松原市   |
| 丹北郡 | 恵我村         | 恵我村                | 恵我村                        | 恵我村                        | 恵我村                                     | 昭和30年2月1日 松原市                | 昭和30年2月1日 松原市                          | 松原市         | 松原市   |
| 丹北郡 | 三宅村         | 三宅村                | 三宅村                        | 三宅村                        | 三宅村                                     | 昭和30年2月1日 松原市                | 昭和30年2月1日 松原市                          | 松原市         | 松原市   |
| 丹北郡 | 布忍村         | 布忍村                | 布忍村                        | 布忍村                        | 布忍村                                     | 昭和30年2月1日 松原市                | 昭和30年2月1日 松原市                          | 松原市         | 松原市   |
| 丹北郡 | 矢田村         | 矢田村                | 矢田村                        | 矢田村                        | 矢田村                                     | 昭和30年4月3日 大阪市東住吉区に編入  | 昭和30年4月3日 大阪市東住吉区に編入            | 大阪市         | 大阪市   |
| 丹北郡 | 長吉村         | 長吉村                | 長吉村                        | 長吉村                        | 長吉村                                     | 昭和30年4月3日 大阪市 東住吉区に編入 | 昭和49年7月22日 分区 平野区                    | 大阪市         | 大阪市   |
| 丹北郡 | 瓜破村         | 瓜破村                | 瓜破村                        | 瓜破村                        | 瓜破村                                     | 昭和30年4月3日 大阪市 東住吉区に編入 | 昭和49年7月22日 分区 平野区                    | 大阪市         | 大阪市   |
| 渋川郡 | 加美村         | 加美村                | 加美村                        | 加美村                        | 加美村                                     | 昭和30年4月3日 大阪市 東住吉区に編入 | 昭和49年7月22日 分区 平野区                    | 大阪市         | 大阪市   |
| 渋川郡 | 巽村           | 巽村                  | 巽村                          | 巽村                          | 昭和23年1月1日 巽町                        | 昭和30年4月3日 大阪市生野区に編入    | 昭和30年4月3日 大阪市生野区に編入              | 大阪市         | 大阪市   |

## 行政
歴代郡長
| 代 | 氏名       | 就任年月日                 | 退任年月日                 | 備考                   |
| -- | ---------- | -------------------------- | -------------------------- | ---------------------- |
| 1  | 松村秀真   | 明治29年（1896年）4月1日   | 明治38年（1905年）10月14日 |                        |
| 2  | 中平元彦   | 明治38年（1905年）10月14日 | 大正2年（1913年）5月27日   |                        |
| 3  | 奥田多賀雄 | 大正2年（1913年）5月27日   | 大正5年（1916年）11月22日  |                        |
| 4  | 黒木吉郎   | 大正5年（1916年）11月22日  | 大正7年（1918年）12月19日  |                        |
| 5  | 中村三徳   | 大正7年（1918年）12月19日  | 大正10年（1921年）1月31日  |                        |
| 6  | 長尾吉三郎 | 大正10年（1921年）1月31日  |                            |                        |
|    |            |                            | 大正15年（1926年）6月30日  | 郡役所廃止のため、廃官 |